# Kai Aareleid

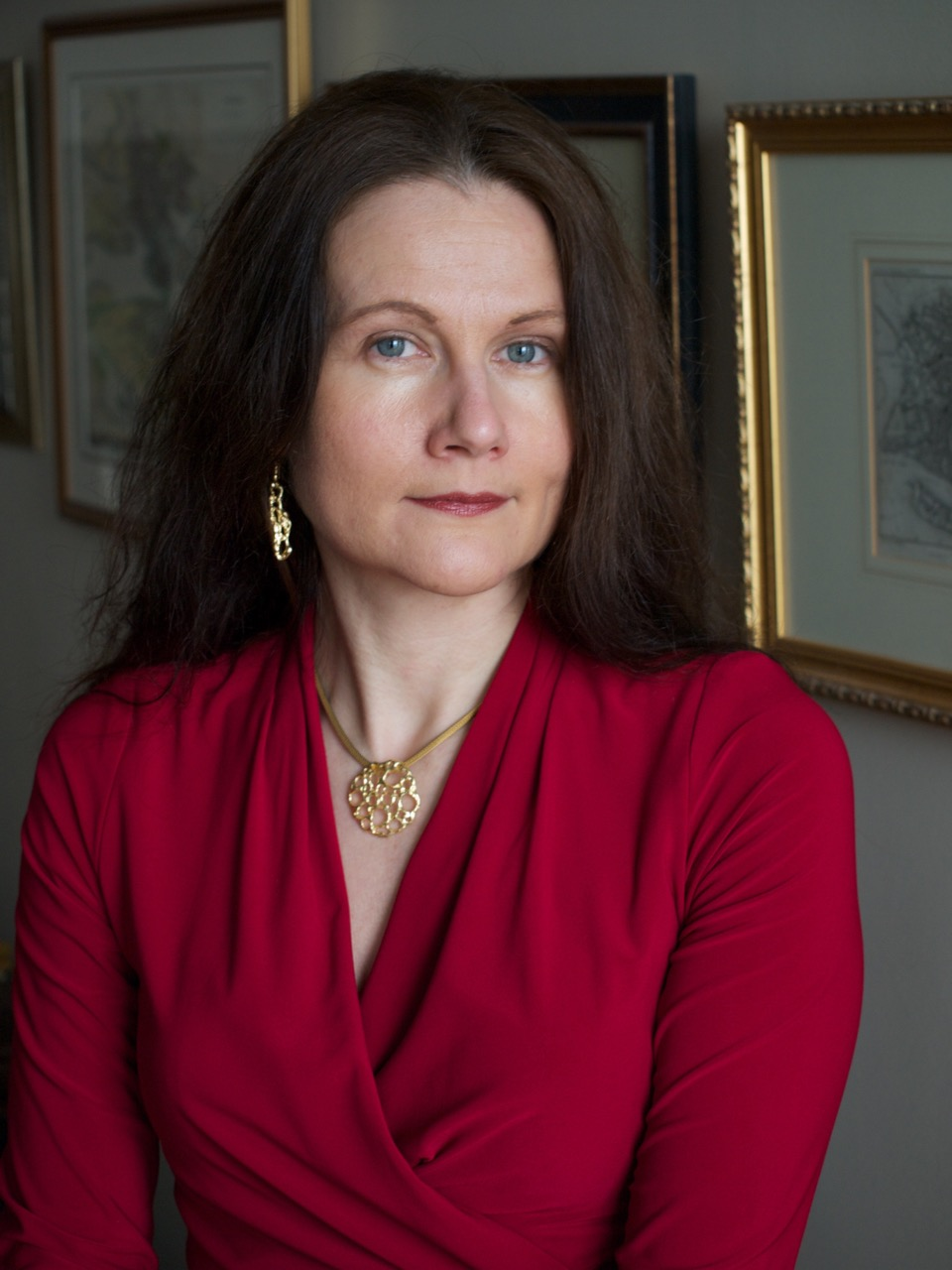
Kai Aareleid (2016)

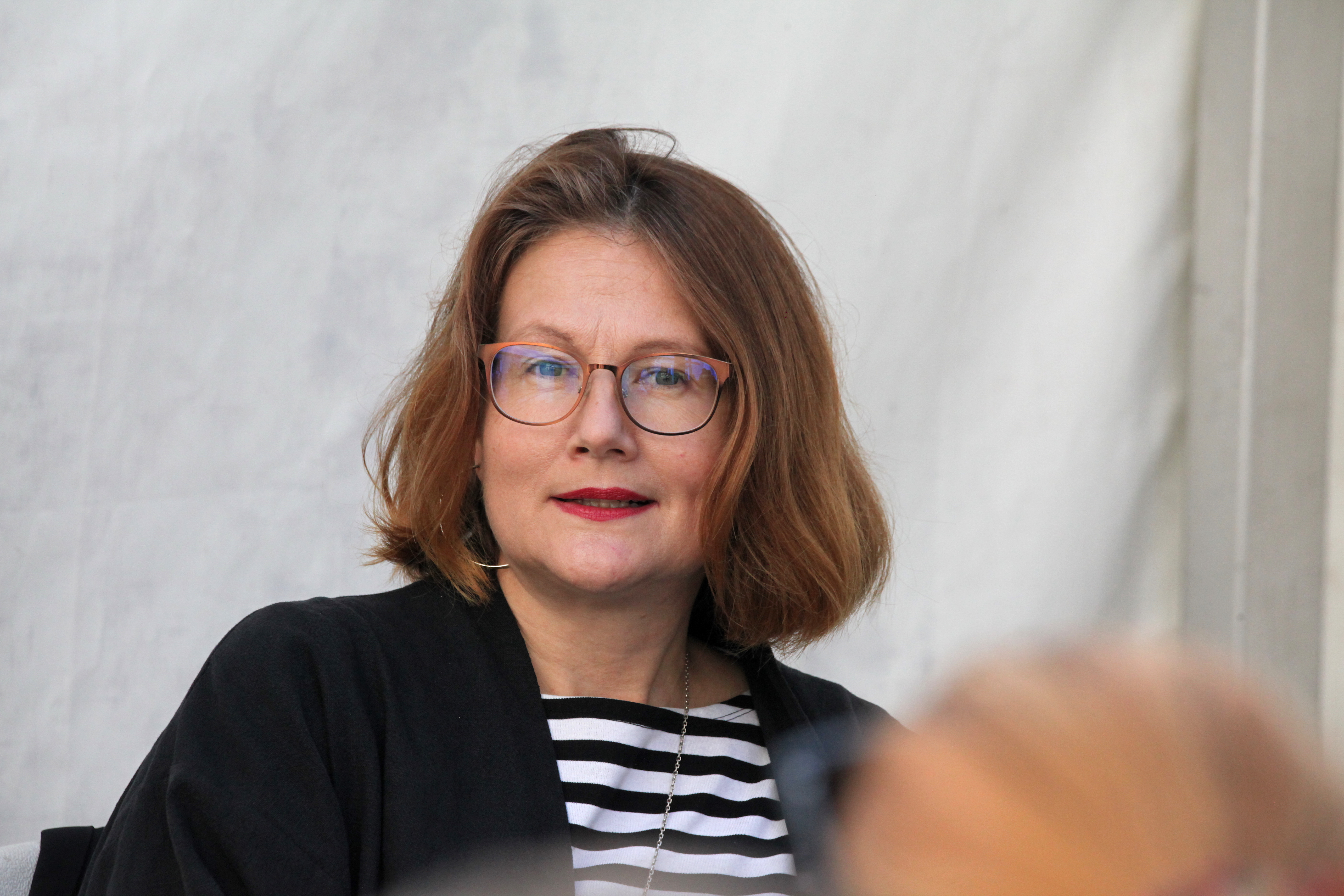
Kai Aareleid (2021)

Kai Aareleid (nascida a 26 de setembro de 1972 em Tartu ) é uma escritora, poeta e tradutora de prosa estoniana.
Entre 1991 e 1997 ela estudou teatro na Academia de Teatro de Helsínquia e formou-se com um mestrado.
Entre 1996 e 2006 ela trabalhou como assistente administrativa no escritório do British Council em Tallinn.
Mais tarde, entre 2012 e 2017, ela foi editora do Loomingu Raamatukogu.

## Obras
- 2011: romance "Vene veri" ('Sangue Russo')
- 2012: conto "Tango"
- 2015: coleção de poesia "Naised teel" ('Mulheres na estrada')
- 2015: coleção de poesia "Vihm ja vein" ('Chuva e Vinho')
- 2016: romance "Linnade põletamine" ('A Queima de Cidades')